# Viasat True Crime
Viasat True Crime – europejska stacja telewizyjna, emitująca programy kryminalne, wystartowała 6 czerwca 2024 roku i należy do Viasat World.